# ويليام ك. جيبس
ويليام ك. جيبس (بالإنجليزية: William C. Gibbs) هو سياسي أمريكي، ولد في 10 فبراير 1789 في نيوبورت في الولايات المتحدة، وتوفي بنفس المكان في 24 فبراير 1871. انتخب حاكم رود آيلاند ‏ (2 مايو 1821 – 5 مايو 1824).